# Мексиканец (фильм, 1955)
«Мексиканец» — советский героико-приключенческий фильм режиссёра Владимира Каплуновского по мотивам одноимённого рассказа Джека Лондона, снятый на киностудии «Мосфильм» в 1955 году.

## Сюжет
Действие фильма проходит в Соединённых Штатах в начале 1900-х годов. В мексиканских кварталах Лос-Анджелеса, на конспиративной квартире, группа повстанцев печатает пропагандистские листовки и собирает деньги на вооружение революционной армии, готовящейся к решающим сражениям с войсками диктатора Диаса в ходе мексиканской революции.
К заговорщикам присоединяется юноша Фелипе Ривера, который недавно перешёл мексиканскую границу. Он готов на любую работу во благо революции. Его подозревают в шпионаже и принимают с условием, что он на деле докажет свою преданность.
В письмах, поступающих с родины, всегда одна и та же просьба: присылать как можно больше оружия. На его покупку не хватает денег, едва поступающих от скудных пожертвований таких же бедняков. Ривера, достойный сын убитого врагами патриота Хоакина Фернандеса, принимает решение ради заработка участвовать в боксёрском поединке против заведомо более сильного противника.
Организаторы удивлены ультимативным требованием Риверы выплатить победителю матча весь призовой фонд, изначально предлагая ему 20% при любом исходе. Из-за травмы основного претендента молодой мексиканец вышел на ринг, достигнув предварительного согласия о финансовой стороне поединка.
Чувствуя огромную ответственность перед товарищами, Ривера победно заканчивает тяжёлый бой, отправляя грозного чемпиона в нокаут.

## В ролях
| Актёр             | Роль                                                   |
| ----------------- | ------------------------------------------------------ |
| Олег Стриженов    | Хосе Фернандес, он же Фелипе Ривера / Хоакин Фернандес |
| Борис Андреев     | Паулино Вэра                                           |
| Даниил Сагал      | Ареллано                                               |
| Марк Перцовский   | Рамос                                                  |
| Надежда Румянцева | Мэй                                                    |
| Владимир Дорофеев | Диего                                                  |
| Татьяна Самойлова | Мариа                                                  |
| Лев Дурасов       | командир отряда                                        |
| Михаил Астангов   | Келли                                                  |
| Георгий Слабиняк  | Робертс                                                |
| Геннадий Степанов | Дэнни Уорд соперник Риверы, чемпион                    |
| Леонид Кмит       | Спайдер Хэгерти главный секундант                      |
| Максим Греков     | Матео                                                  |
| Георгий Вицин     | Билл Карти                                             |
| Леонид Недович    | высокий бродяга                                        |
| Виктор Колпаков   | толстый бродяга                                        |
| Зана Занони       | мать Риверы                                            |
| Евгений Моргунов  | Майкл                                                  |
| Михаил Медведев   | домовладелец                                           |
| Анатолий Соловьёв | американец                                             |
| Николай Граббе    | ассистент Риверы на ринге                              |
| Сергей Троицкий   | судья                                                  |
| Николай Кутузов   | индеец                                                 |
| Георгий Данелия   | парень с гитарой                                       |

## Съёмочная группа
- Руководитель творческой мастерской: Лео Арнштам
- Автор сценария: Эмиль Брагинский
- Режиссёр-постановщик: Владимир Каплуновский
- Оператор-постановщик: Сергей Полуянов
- Художник: Константин Урбетис
- Композитор: Михаил Чулаки
- Текст песен: С. Болотин, Т. Сикорская